# Pensacola Ice Flyers
Pensacola Ice Flyers je profesionální americký klub ledního hokeje, který sídlí v Pensacole na Floridě. Založen byl v roce 2009. Do profesionální SPHL vstoupil v ročníku 2009/10. Své domácí zápasy odehrává v hale Pensacola Bay Center s kapacitou 8 150 diváků. Klubové barvy jsou námořnická modř, šedá a bílá.
Jedná se o trojnásobného vítěze SPHL (sezóny 2012/13, 2013/14 a 2015/16).

## Úspěchy
- Vítěz SPHL ( 3× )
  - 2012/13, 2013/14, 2015/16

## Přehled ligové účasti
Zdroj: 
- 2009– : Southern Professional Hockey League